# Спонтанне порушення електрослабкої симетрії
Спонта́нне пору́шення електрослабко́ї симе́трії — явище в теорії електрослабкої взаємодії, яке полягає в тому, що калібрувальні W± і Z-бозони, які відповідають за слабку взаємодію, стають масивними, тоді як фотон залишається безмасовим.
Після побудови першого варіанту теорії єдиної електрослабкої взаємодії виявилося, що в цій теорії як фотон, так і нові калібрувальні W± і Z-бозони повинні бути безмасовими, що відповідає випадку непорушеної електрослабкої симетрії. Однак у нашому світі ми не спостерігаємо жодних інших безмасових бозонів, крім фотона та глюона. Таким чином, якщо електрослабка симетрія й реалізується в нашому світі, то вона має бути порушеною.
У принципі, масу можна було б увести в теорію «руками», тобто додавши до лагранжіану електрослабкої теорії доданок, що надає масу цим бозонам. Це так зване явне, або жорстке, порушення симетрії. Однак у такій теорії з'являються квадратичні ультрафіолетові розбіжності. Уникнути цього можна, якщо ввести масу «м'яко», тобто модифікувавши лагранжіан так, щоб маса бозонів виникала як динамічний ефект. Симетрія при цьому порушується не явно, а спонтанно, за температури нижче від певного значення, а за вищих густин енергії вона знову відновлюється.
Найелегантнішим способом провести спонтанне порушення симетрії є хіггсівський механізм, який запропонував 1965 року Пітер Хіггс. У цьому варіанті спонтанне порушення електрослабкої симетрії здійснюється через уведення нового скалярного поля, яке, взаємодіючи з калібрувальними бозонами, і надає їм маси. Однак останнім часом розробляються й варіанти спонтанного порушення симетрії без уведення полів Хіггса.
2008 року американському фізику Йоїтіро Намбу присуджено Нобелівську премію з фізики (1/2 премії) «За відкриття механізму спонтанного порушення симетрії у фізиці елементарних частинок».